# Rio Caşolţ
O Rio Caşolţ é um rio da Romênia, afluente do Hârtibaciu, localizado no distrito de Sibiu.